# Mike Daum
Mike Daum (Kimball (Nebraska); 30 de octubre de 1995) es un jugador de baloncesto con nacionalidad estadounidense. Mide 2,06 metros, y juega en la posición de ala-pívot para el Estrella Roja de la ABA Liga y la Euroliga.

## Trayectoria
Es un ala-pívot que completó su formación en Estados Unidos, con los South Dakota State Jackrabbits en los que jugó durante cuatro temporadas, realizando en la 2018-19 unos promedios de 25.3 puntos, 11.7 rebotes y 1.0 tapones en 33.3 minutos de juego por partido, completando de esta manera un exitoso ciclo escolar: ganador de su conferencia (Summit League) en 2016, 17 y 18, siendo MVP del torneo los tres años y Jugador del año en 2017, 18 y 19.
En agosto de 2019, firma con el Monbus Obradoiro de la Liga Endesa, lo que sería su primera experiencia profesional, tras disputar la Summer League de Las Vegas con los Portland Trail Blazers en los que promediaría  4 puntos y 2.7 rebotes en 12 minutos por encuentro.
El 22 de julio de 2021, firma por el Derthona Basket de la Lega Basket Serie A.
El 29 de noviembre de 2023, firma un contrato de 1+1 años con el Anadolu Efes de la Basketbol Süper Ligi.
El 26 de junio de 2024 fichó por dos temporadas con el Estrella Roja de la ABA Liga.